# Кріс Г'ютон
Кріс Г'ютон (англ. Chris Hughton, нар. 11 грудня 1958, Лондон) — ірландський футболіст, захисник. Після завершення ігрової кар'єри — тренер.

## Клубна кар'єра
Вихованець футбольної школи клубу «Тоттенхем Хотспур». Дорослу футбольну кар'єру розпочав 1979 року в основній команді того ж клубу, в якій провів одинадцять сезонів, взявши участь у 297 матчах чемпіонату. Більшість часу, проведеного у складі «Тоттенхем Хотспур», був основним гравцем захисту команди. За цей час двічі виборював титул володаря Кубка Англії, ставав володарем Суперкубка Англії з футболу, володарем Кубка УЄФА.
Протягом 1990—1992 років захищав кольори команди клубу «Вест Хем Юнайтед».
Завершив професійну ігрову кар'єру у клубі «Брентфорд», за команду якого виступав протягом 1992—1993 років.

## Виступи за збірну
1979 року дебютував в офіційних матчах у складі національної збірної Ірландії. Протягом кар'єри у національній команді, яка тривала 13 років, провів у формі головної команди країни 53 матчі.
У складі збірної був учасником чемпіонату Європи 1988 року у ФРН, чемпіонату світу 1990 року в Італії.

## Кар'єра тренера
Розпочав тренерську кар'єру, повернувшись до футболу після невеликої перерви, 1998 року, увійшовши до тренерського штабу клубу «Тоттенхем Хотспур».
Надалі очолював команду клубу «Ньюкасл Юнайтед», а також входив до тренерських штабів національної збірної Ірландії та того ж «Ньюкасл Юнайтед».
Згодом протягом 2011-2021 років тренував «Бірмінгем Сіті», «Норвіч Сіті», «Брайтон енд Гоув Альбіон» та «Ноттінгем Форест».

## Досягнення
- Володар Кубка Англії (2):

«Тоттенхем Хотспур»: 1980-81, 1981-82
- Володар Суперкубка Англії з футболу (1):

«Тоттенхем Хотспур»: 1981
- Володар Кубка УЄФА (1):

«Тоттенхем Хотспур»: 1983-84